# Лоренцино де Медичи
Вижте пояснителната страница за други личности с името Лоренцо де Медичи.
Лорèнцо (Лоренцѝно) ди Пиерфранчèско де Мèдичи, наречен също Лоренцàчо (на италиански: Lorenzo di Pierfrancesco de’ Medici, Lorenzino, Lorenzaccio de' Medici; * 22 март 1514, Флоренция, Флорентинска република; † 26 февруари 1548, Венеция, Венецианска република) е политик, писател и драматург, представител на кадетската линия на Медичите – Пополано (или Требио), убиец на братовчед си – великия херцог на Флоренция Алесандро де Медичи.

## Произход
Той е син първо дете на Пиерфранческо де Медичи Млади (* 1487, † 1525), банкер и дипломат, и на съпругата му Мария Содерини (* 1494, † 1570). Негови дядо и баба по бащина линия са Лоренцо ди Пиерфранческо де Медичи (от 1494 г. Лоренцо ил Пополано), флорентински аристократ, банкер, дипломат, политик, меценат, и Семирамида Д'Апиано Д'Арагона, флорентинска благородничка, а по майчина – Томазо ди Паолантонио Содерини и Фиамета Строци.  Има един брат и две сестри:
- Лаудомия (* 1516, †1558), съпруга на Аламано Салвиати и на Пиеро Строци, маршал на Франция, господар на Еперне.
- Джулиано (* ок. 1520, † 1588), прави църковна кариера във Франция благодарение на подкрепата на Катерина де Медичи и е епископ на Безие (1561) и на Алби (1576), архиепископ на Екс (1574), абат на Базилика „Сен Виктор“ в Марсилия (1570).
- Мадалена (* 1518, † 1583), съпруга на Алмано Салвиати и на Роберто Строци, барон на Колалто.

## Биография

### Ранни години
Заради стройния си вид е наричан и известен с умалителното Лоренцино. Губи баща си едва 11-годишен (август 1525 г.) и е отгледан от майка си във вилата на Медичите „Требио“ заедно с по-малкия си брат Джулиано и двете си сестри Лаудомия и Мадалена. Свещеникът Джовани Франческо Дзефи постъпва на служба през 1515 г. като учител на Лоренцино. Дзефи е посредствен учен и не отговаря на живата интелигентност на Лоренцино и е вероятно самият Лоренцино да е осигурил собственото си образование благодарение на дълбокото си влечение към учението.
През декември 1526 г. Лоренцино е отведен във Венеция с брат си Джулиано и с бъдещия велик херцог Козимо I де Медичи, за да избягат от пристигането на ландскнехтите. Тяхното заминаване е съдбовно, защото само година по-късно разграбването на Рим силно отслабва папа Климент VII (Джулио Дзаноби де Медичи) и в резултат на това Медичите са прогонени от Флоренция. Младите Медичи, настанени от семейство Капело, са въведени във венецианската среда, където са в кръга на писатели и художници. Лоренцино прави образователни пътувания до Тревизо с Марко Антонио Гонди, до Падуа и Виченца с Козимо; през август 1529 г. той отива в Болоня с братовчедите си Алесандро де Медичи, син на Климент VII, и Иполито де Медичи, за да присъства на коронацията на Карл V от папата.
През април 1530 г. Лоренцино се мести в Рим, където, благодарение на приятелството на Филипо Строци и защитата на папата, той прекарва почти четири години, през които успява да се посвети на задълбочаване на своето класическо образование. През есента на 1532 г. се завръща с папата в Болоня; но отношенията с Климент VII се влошават, когато папата му отказа пълното изплащане на заем от 6600 скуди, който неговият предшественик Лоренцо е дал на Апостолическата камара. През пролетта на ч г. Лоренцино поврежда берелефите на Арката на Константин в Рим и краде някои статуи от Форума. Само намесата на неговия братовчед кардинал Иполито спасява момчето от гнева на папата, който обещава да екзекутира извършителя на вандализма. Историците се чудят за причините за жеста, виждайки в него, освен желанието да се притежават древни произведения, също и знак за завист към богатствата на братовчеда папа или опит за подражание на известен акт, извършен от Алкивиад в навечерието на Сицилианската експедиция през 415 пр.н.е. Въпреки това епизодът печели на Лоренцино непочтено изгонване от града и може би прякора Лоренцачо (Лошия Лоренцо).

### Отношения с херцог Алесандро де Медичи
Напускайки Рим, младият Медичи бяга във Флоренция, където скоро става спътник в ексцесиите на херцог Алесандро – негов братовчед, който става господар на града през 1530 г. и херцог на Флоренция през 1532 г. Двамата създават много близка връзка, но автентичността на приятелството им често е поставяна под въпрос и връзката им не е без тъмни страни. Според историка Якопо Нарди, приятел на Лоренцино, той бил „много обичан“ от Алесандро, който „го правеше участник във всичките си ... не много честни любовни тайни“. В действителност Лоренцо храни все по-вкоренена омраза срещу Алесандро, виновен в неговите очи, че задушава традиционните градски свободи. Тази му вяра, съчетана с възхищението му от тираничните герои на класицизма, като Луций Юний Брут и Марк Юний Брут, подхранва неговото „много силно желание да стане безсмъртен“ и го тласка към бъдещото убийство на братовчед му.
През декември 1535 г. той придружава Алесандро в Неапол, където Карл V изразява мнението си относно контраста между делегацията на флорентински изгнаници и самия Алесандро.
Историкът от XVI век на страната на Медичите Шипионе Амирато твърди, че Лоренцино е мразел братовчед си и е започнал да планира убийството му след смъртта на кардинал Иполито, вероятно отровен по заповед на самия херцог, в Итри на 10 август 1535 г. Други съвременни коментатори и историци смятат, че престъпният проект вече е узрял в съзнанието на младежа преди година, когато омразният понтифекс умира. В „Моя живот“ Бенвенуто Челини разказва, че след като е помолил Лоренцино за обратната страна на медал, на който трябвало да изобрази лицето на Алесандро, младият мъж обещал да го получи възможно най-скоро, също и защото се надявал „да направя нещо, което да накара света да се почуди“.
През 1536 г. херцогът застава на страната на Лоренцино в контекста на дългогодишен наследствен спор, възникнал между потомците на Пиерфранческо Стари, прадядото на Лоренцино, причинявайки значителни финансови щети на неговия братовчед.

### Убийството на херцог Алесандро
Вечерта на 5 срещу 6 януари 1537 г. Лоренцино примамва Алесандро в апартаментите си, като му обещава любовна нощ и го оставя сам с обещанието да се върне скоро с жената, с която преди това се уговорил. Според повечето историци това е Катерина Содерини Джинори, съпруга на Леонардо Джинори, по която Алесандро се е увлякъл, но според Бернардо Сени жената е Лаудомия, сестра на Лоренцино. Междувременно Алесандро заспива и след като разпуска охраната си, е напълно беззащитен, когато Лоренцино се връща заедно със своя слуга Пиеро ди Джованабате, известен като Скороконколо. Двамата го нападат с удари с меч и кама, а свирепият отговор на херцога, който се бие с всички сили, преди да бъде убит, е безполезен.
Представени са много хипотези, за да се обяснят причините за убийството, от лична обида поради ревност или наследствени проблеми до желанието на Лоренцино да направи забележителен жест, който да увековечи славата му. Според републиканските изгнаници против Медичите Лоренцино е бил мотивиран от политически причини и е убил херцога, за да освободи Флоренция от това, което мнозина смятат за тирания и да позволи връщането на Републиката, която е била заменена от Княжеството само няколко години по-рано. Това обяснение се сближава с даденото от самия Лоренцино в прочутата му „Апология“, написана няколко дни след престъплението.

### Изгнание
След като извършва престъплението Лоренцино взима конете, които предварително е подготвил за бягството, и напусна града заедно със слугата си Пиеро и още един слуга. Той стига до Болоня, където съдията Силвестро Алдобрандини, от републиканска вяра, не вярва на историята му. След това беглецът продължава към Венеция, където е топло посрещнат от много богатия банкер Филипо Строци, лидер на изгнаниците флорентинци, който му обещава да даде синовете си Пиеро и Роберто за съпрузи на сестрите му Лаудомия и Мадалена. Сред многото други изгнаници, които му се радват там, са и известните писатели Якопо Нарди и Бенедето Варки, които определят убиеца като по-велик от Брут, сравнявайки го с известния цезароубиец. И поетът Луиджи Аламани от Франция възхвалява Лоренцино, а скулпторът Якопо Сансовино казва, че иска да му посвети паметник. Пиетро Аретино, от друга страна, отхвърля жеста и неговия автор, заявявайки в писмо до Пиетро Бембо, че не разбира „как може срещу всички чувства на човечеството да бъде издигнат един вулгарен престъпник до четирите небеса“.
С херцог Алесандро основният клон на Медичите изчезва, въпреки че той оставя след себе си две малки деца – Джулио и Джулия, които обаче са обявени за неспособни да управляват, тъй като са родени извънбрачни от баща, чието родословие вече е несигурно. Така става известен 17-годишен младеж, който представлява второстепенния клон на Медичите от страна на баща си и основния клон от страна на майка си – Козимо I, който е избран за нов херцог на града, и със съгласието на император Карл V. Няколко дни след пристигането си във Венеция Лоренцино решава да се премести в Мирандола като гост на граф Галеото II Пико през януари, набирайки войски, които Строци би трябвало да поведе срещу Флоренция, и планирайки окупацията на Пиза. Междувременно той убеждава семейството си да напусне Вилата в Кафаджоло и да потърси подслон в Болоня при семейство Строци.
Връщайки се за кратко във Венеция, след това Лоренцино отплава на 6 февруари 1537 г. за Константинопол в компанията на османския посланик във Венеция и Джорджо Грити, син на дожа Андреа Грити. Изборът да напусне Италия се дължи отчасти на рисковете да бъде убит и отчасти на дипломатически пост при султан Сюлейман I Великолепни от името на краля на Франция. Няколко месеца по-късно битката при Монтемурло, с победата на войските на Козимо I, бележи края на надеждите на Филипо Строци и на много флорентински изгнаници. Покровителят на Лоренцино е арестуван и умира в затвора през 1538 г. (като самоубиец според официалната версия), след като е бил подложен на мъчения в опит да му се припише невероятна отговорност за тираноубийството. Лоренцино е обявен за бунтовник във Флоренция и на 24 април е обнародвана прокламация, която установява награда от 4000 златни флорина за „всеки, който го убие“ и отпускане на богата пенсия, и освобождаване от данъци за автора на залавянето му.
В края на септември 1537 г. Лоренцо се мести в Лион, Кралство Франция, защитен от могъщата флорентинска нация в града. Тук, вероятно в началото на октомври, той е приет от краля Франсоа I, който му предлага защитата си и му дава 400 скуди, докато Луиджи Аламани му посвещава няколко стиха. Той може да разчита и на гостоприемството на много флорентинци, преди всичко на ковчежника на краля Джулиано Бонакорси и на неговия чичо по майчина линия, епископа на Сент Джулиано Содерини. През следващите месеци той следва движенията на френския двор, докато през януари 1539 г. се установява в Париж, където се опитва да скрие самоличността си, като се възползва от гостоприемството на Джулиано Буонакорси, ковчежник на краля, а понякога и на Бенвенуто Челини, когото познава от двора на Александро. През 1539 г. Лоренцино прави опит да обясни реторически извършеното от него убийство в произведението си „Апология“, в което развива идеи, сходни с тези на Николо Макиавели.
През 1541 г. той се мести чичо си Джулиано Содерини в Сент, недалеч от Ла Рошел, където прекарва няколко сравнително спокойни месеца, прекъсвани само от нови дипломатически мисии, поверени му от Пиеро Строци, включително една във Венеция в началото на 1542 г. заедно с Луиджи Аламани, за да провери желанието на Републиката да се съюзи с Франция. Всъщност противно на това, което се е смятало в миналото, през този период Лоренцино често пътува до Италия и изпълнява важни политико-дипломатически мисии от името на краля. По-специално той е там от февруари до юли 1542 г., за да действа като връзка между краля и флорентинските изгнаници от Венеция, за да организират военна експедиция срещу великия херцог Козимо I. Обратно в Париж, той остава там до края на 1544 г.

### Смърт
През септември 1544 г., след смъртта на Джулиано Содерини, Лоренцино се завръща за постоянно във Венеция, където го очаква семейството му и където се настанява в прекрасния дворец на Строци в Канареджо. В града той е в тесен контакт с другите флорентински изгнаници и установява близки отношения с папския легат във Венеция Джовани дела Каза. В града той намира отново Бенвенуто Челини и се запознава с Елена Бароци Чентани, която ще му роди дъщеря посмъртно.
Във Венеция, леговище на Медичите и на имперските шпиони, Лоренцино е много по-изложен на опасност, отколкото във Франция, и опитите да бъде убит и да се отмъсти за смъртта на херцог Алесандро зачестяват. Ситуацията се усложнява допълнително, когато между края на 1547 г. и началото на 1548 г. почти всички флорентинци напускат Венеция и се преместват във Франция, а Лоренцино остава изолиран, а Венецианското правителство не му позволява да замине. Така на 26 февруари 1548 г. 33-годишният мъж и чичо му Алесандро Содерини са убити пред двореца „Чентани“ в Сан Тома от двама убийци. Един от тях, Франческо да Бибона, оставя разказ за историята, който съдържа ценни подробности за изпълнението на убийството. Реакцията на Венецианската република е почти нулева, също и защото Съветът на десетте скоро разбира, че двамата убийци се радват на закрилата на императора Карл V.
В продължение на много векове на секретаря на Медичите Джовани Франческо Лотини се приписва основната роля в организирането на престъплението, но новите изследвания вместо това показват неговата отчужденост от него. Освен това съвременниците и следващите историци винаги са смятали, че херцог Козимо I е наредил атаката, за да отмъсти за смъртта на своя предшественик. Благодарение на ново проучване на Стефано дал Альо знаем, че, напротив, цялата маневра е била организирана от император Карл V, който не е можел да прости за смъртта на своя зет, съпруг на дъщеря му Маргарита. Следователно Карл V изрично нарежда убийството, като пише от Аугсбург без знанието на Козимо I, като дава подробни инструкции на своя посланик във Венеция Хуан Уртадо де Мендоса, който се погрижва за оперативния аспект.

## Потомство
Не се жени. 
От Елена Бароци (* 1514, † 1580) има една дъщеря, родена посмъртно:
- Лоренцина де Медичи (* ок. 1547, Венеция; † ок. 1590, Рим), ∞ за Джулио Колона.

## Литературна дейност
Лоренцино е писател. В „Апология“ той се защитава от общата обвинение в убийството на братовчед му, като заявява, че го е извършил, защото е бил движен единствено от любов към свободата: той е последвал примера на Марк Юний Брут – един от убийците на Цезар, и е решил да убие херцога, след като се престори на негов приятел и верен царедворец. „Апология“-та се счита за един от най-високите образци на ренесансовото красноречие и за един от манифестите на антитиранската мисъл. Написана е в две различни чернови, първата от които е не много различна от окончателната версия и датира от януари 1537 г., няколко дни след убийството.
През март 1536 г. във Флоренция той работи върху вдъхновената от класиката комедия Aridosia, съсредоточена върху историята на братята Маркантонио и скъперника Ариодизио и върху различното образование, което те дават на децата си. В текста Лоренцино успява да смеси класически модели като „Аулулария и Мостелария“ на Плавт и „Аделфея“ на Теренций с модели на съвременна комедия като „Мандрагола“ на Николо Макиавели. Творбата, един от най-добрите примери за класически вдъхновен театър от XVI век, е поръчана от херцог Алесандро де Медичи за сватбата му с Маргарита Австрийска и успешно поставена на 13 юни 1536 г. във Флоренция, първо в Spedale dei Tessitori и след това в Палацо Медичи. Тя е адаптирана от Пиер дьо Лариве в Les Esprits (1579).

## Лоренцино де Медичи в културата
Убийството на Лоренцо де Медичи получава ехо в изкуството и литературата:
- 1548: Маргарита Наварска го включва като анонимен герой в новела XII от Ден втори от „Хептамерон“
- ок. 1540: Микеланджело създава заради него бюст на Брут
- 1607: Англичанинът Сирил Торньор издава драмата The revenger’s tragedy („Трагедията на отмъстителя“)
- 1622: Испанецът Диего Хименес де Енцизо се вдъхновява от него в драмата Los Medicis de Florencia („Медичите на Флоренция“)
- 1631: Англичанинът Джеймс Шърли пише драмата The traitor („Предателят“)
- 1780: Италианецът М. Растрели пише трагедията La morte di Alessandro de’ Medici („Смъртта на Алесандро де Медичи“)
- 1789: Италианецът Виторио Алфиери пише поемата L’Etruria vendicata („Отмъстената Етрурия“)
- 1834: Французинът Алфред дьо Мюсе пише историческата драма Lorenzaccio, вдъхновен от текста на Жорж Санд Une conspiration en 1537 (1831)
- 1839: Италианецът Джузепе Ревере пише Lorenzino
- 1839: Французинът Луи Бернар пише трагедията Laurent de Médicis
- 1842: Александър Дюма-баща пише Lorenzino
- 1843: Италианецът Луиджи Леони пише Lorenzino de’ Medici
- 1945: Италианецът Джовани Пачини пише операта Lorenzino de’ Medici
- 1918: Немецът Дитрих Екарт пише драмата Lorenzaccio.[21]
- 1935: Италианецът Гуидо Бриньоне режисира филма Lorenzino de’ Medici